# Acoustic Live in Newcastle
Acoustic Live in Newcastle — второй концертный альбом британского рок-музыканта Стинга, был записан в Buddle Arts Centre города Ньюкасл-апон-Тайн 20 апреля 1991 года и выпущен вскоре после издания студийного альбома The Soul Cages. Диск включает в себя четыре трека из The Soul Cages а также кавер-версию песни Билла Уизерса «Ain’t No Sunshine».

## Создание
Альбом был издан ограниченным тиражом, только на территории: Великобритании, Германии и Японии, из-за этого он очень ценится среди поклонников музыканта. Место, где записывался альбом было расположено недалеко от места рождения Стинга, и это шоу было задумано как «выступление для своих» — среди зрителей были друзья друзей музыканта, члены семьи и другие гости, приглашенные лично Стингом. Материал был записан в отличном качестве, что характерно для «живых альбомов» Самнера. Стинг задействовал многих музыкантов из турне The Soul Cages, в том числе Кэтрин Тикелл, которая играет на нортумберлендской свирели.

## Бокс-сет
Бокс-сет альбома включает в себя 89-страничную книгу под названием «Иллюстрированная Лирика», которая содержит визуальные интерпретации композиций Стинга созданных художником Роберто Глигоровым. Изображения представлены в разных художественных стилях, в том числе в виде комиксов.

## Список композиций
1. «Mad About You» (Стинг)
2. «Ain’t No Sunshine» (Уизерс)
3. «Island of Souls» (Стинг)
4. «The Wild Wild Sea» (Стинг)
5. «The Soul Cages» (Стинг)

- Эти песни также были выпущены в качестве би-сайдов сингла «Seven Days» CD сингл (треки 1-2 на первой версии сингла, 3-5 на второй).

## Участники записи
- Стинг — вокал, контрабас
- Доминик Миллер — гитара
- Винни Колаюта — ударные
- Дэвид Сэншес — клавишные
- Кэтрин Тикелл — нортумберлендская свирель